# Bistum Zipaquirá
Das Bistum Zipaquirá (lat.: Dioecesis Zipaquirensis, span.: Diócesis de Zipaquirá) ist eine in Kolumbien gelegene römisch-katholische Diözese mit Sitz in Zipaquirá. 

## Geschichte
Das Bistum Zipaquirá wurde am 1. September 1951 durch Papst Pius XII. aus Gebietsabtretungen des Erzbistums Bogotá errichtet und diesem als Suffraganbistum unterstellt.

## Bischöfe von Zipaquirá
- Tulio Botero Salazar CM, 1952–1957, dann Erzbischof von Medellín
- Buenaventura Jáuregui Prieto, 1957–1974
- Rubén Buitrago Trujillo OAR, 1974–1991
- Jorge Enrique Jiménez Carvajal CIM, 1992–2004, dann Koadjutorerzbischof von Cartagena
- Héctor Cubillos Peña, seit 2004